# サイレントラブ
『サイレントラブ』は、2024年1月26日公開の日本映画。監督は内田英治、主演は山田涼介、ヒロインは浜辺美波。
ある出来事を機に声を発するのをやめた青年と、事故で視力を失いながらもピアニストになる夢を諦めない音大生の女性の恋愛模様を描く。
公開1か月前の2023年12月20日に集英社文庫よりノベライズ版が刊行された。あとがきでは香港の映画監督ピーター・チャンにより制作された1996年の恋愛映画『ラヴソング』が紹介されている。

## あらすじ
音楽大学の清掃員として屋上で作業する24才の沢田蒼(あおい)。そこへ腕や足に包帯を巻いた甚内美夏が現れ、手摺から地上へ飛び降りかけた。慌てて止めたが一言も言葉を発しない蒼。美夏は目が見えない様子で連れ去られ、屋上には彼女がバッグに付けていた音の鳴るガムランボールが落ちていた。小さなボールを持ち帰る蒼。
級友たちの見舞いの言葉をきつい口調で遮る美夏。彼女はピアニストを目指す優秀な学生だが交通事故に巻き込まれ、身体は回復して来たが、目は「いずれ、少しは回復」としか分からない状態で苛立っていた。
音楽大学の裏庭で木の枝を伐採中に、美夏と遭遇する蒼。盲人用の杖をつき旧校舎に入った美夏は古いピアノを弾き始めたが、途中で手が動かなくなった。泣いて帰りかけ転んだ美夏に杖を差し出す蒼。
一人きりで杖をつき、何でも自分で処理しようと気張る美夏。気づかれぬよう付き添い、ぶつかりそうな人や物をどかして歩く蒼。旧校舎のドアに鍵がかかっていると気づいた蒼は清掃用の鍵を持って来てドアを開け、開いたことをガムランボールの音で知らせた。蒼がなぜ話さないのか分からぬままに、「あおい」という名を手の甲に書かせる美夏。蒼をピアノ科の生徒と思い込んだ美夏は、演奏も聞かせて欲しいと頼んだ。
この大学で講師をしている北村が偶然に旧校舎のピアノを弾くのを見て、自分の身代わりとして美夏に演奏を聞かせて欲しいと頼む蒼。北村は裕福で穏やかな音楽一家の長男で身なりも良いが、違法カジノで借金がかさみ、一回5万円で演奏を引き受けた。北村に払う金のために、夜間の工場労働のバイトを増やして行く蒼。夢のない蒼は、美夏がピアニストになる夢に賭けたのだ。
蒼と美夏をドライブに誘う北村。避暑地で雨に降られ、逃げ込んだ無人のレストランで北村に、ピアノ演奏が彼だと気づいていたと話す美夏。美夏は蒼を傷つけないよう黙っていたのだ。美夏は蒼の手を「神の手」と呼んで感謝していた。そんな美夏にキスする北村。それを見て逃げ出す蒼。追って誤解を解きたいが、見えないので追えない美夏。
蒼は高校生の頃、ケンカで親友の圭介を庇い、ナイフを持ったチンピラに喉を刺された。そのナイフでチンピラを刺殺した蒼には前科が付き、救われた圭介は負い目を感じて蒼と付き合って来た。蒼が北村に金を渡すのを「強請り(ゆすり)」と見た圭介は、北村を憎む違法カジノのヤクザたちに頼み、北村に焼きを入れさせようとした。だが、ヤクザたちは一緒にいた美夏まで誘拐してしまった。
美夏と北村を助けに駆けつける蒼。見えない美夏は2人を助けるつもりで鉄パイプをふるい、北村を殴って重症を負わせてしまった。北村と口裏を合わせて自分が罪を被り逮捕される蒼。手を傷つけられピアノが弾けなくなった北村のために病院に通い看病する美夏。改心した北村は、少し目が見えるようになった美夏にコンサートを開かせ、出所した蒼の居所を教えた。
蒼がいるという造船工場を訪れる美夏。だが、美夏は蒼の顔を知らず、声を聞いたこともない。人混みに紛れる蒼を見つけられない美夏。だが。ガムランボールが落ちて音を発した。蒼を見つけた美夏はキスを交わすことが出来た。

## キャスト
- 沢田蒼：山田涼介[5]
- 甚内美夏：浜辺美波[5]
- 北村悠真：野村周平[5]
- 中野圭介：吉村界人[5]
- 横道：SWAY[5]
- 鼓動：中島歩[5]
- 桐野弥生：円井わん[5]
- 北村和真：七瀬公[6]
- 辰巳琢郎[5]
- 柞田一平：古田新太[5]

## スタッフ
- 原案・脚本・監督：内田英治
- 共同脚本：まなべゆきこ
- 音楽：久石譲[3]
- 主題歌：Mrs. GREEN APPLE「ナハトムジーク」（ユニバーサルミュージック / EMI Records）[7]
- 製作：依田巽、大多亮、中村浩子
- エグゼクティブプロデューサー：小竹里美、臼井裕詞
- プロデューサー：松下剛、横山和宏、玉井宏昌、楠智晴
- ラインプロデューサー：尾関玄
- 撮影：木村信也
- 照明：石黒靖浩
- 美術：太田仁
- 装飾：澤下和好
- 録音：栗原和弘
- 衣裳：川本誠子
- ヘアメイク：板垣実和
- 小道具：SAORI
- スクリプター：石川愛子
- 編集：小美野昌史
- 音響効果：堀内みゆき
- 助監督：井手博基
- 監督補：佐藤吏
- 制作担当：酒井識人
- 音楽指導コーディネーター：佐藤順
- アクションコーディネーター：小原剛
- 特殊視覚効果：泉谷修
- 特殊造形：百武朋、並河学
- キャスティングディレクター：伊藤尚哉
- 制作プロダクション：アークエンタテインメント
- 配給：ギャガ
- 製作幹事：ギャガ、フジテレビジョン
- 製作：「サイレントラブ」製作委員会（ギャガ、フジテレビジョン、ストームレーベルズ）